# Sun Gym gang
Sun Gym Gang byl gang působicí v Miami na Floridě v polovině 90. let a byl odpovědný za vraždu Franka Grigy a Krisztiny Furtonové, spolu s únosem a vydíráním Marca Schillera.
Gang byl složen převážně z kulturistů, kteří navštěvovali Sun Gym v Miami Lakes na Floridě, včetně Daniela Luga a Adriana Doorbala. Pete Collins publikoval v Miami New Times v letech 1999 a 2000 třídílnou sérii zaznamenávající příběhy gangu s názvem „Pain and Gain“ , který byl poté volně adaptován do filmu Pain & Gain z roku 2013 režiséra Michaela Baye.

## Počátky
V roce 1993 byl Daniel Lugo manažerem Sun Gym, posilovnou kulturistů v Miami Lakes na Floridě. V roce 1991 byl Lugo zatčen a uznán vinným z podvodu, kromě tříletého federálního zkušebního období si odpykal patnáctiměsíční trest. Byl odsouzen z podvodu, protože předstíral, že je součástí hongkongské banky, která chtěla investovat do amerických malých podniků – režim zahrnoval výběr předběžných poplatků za pojištění půjček a poté ve skutečnosti neposkytoval žádné půjčky. Adrian Doorbal pracoval na částečný úvazek v tělocvičně po boku Luga. V průběhu roku 1994 se Carl Weekes přestěhoval z New Yorku do Miami, aby žil se svým bratrancem své přítelkyně Stevensonem Pierrem. Pierre byl najat Lugem v únoru 1994, aby vytvořil sběrnou agenturu pro platby po splatnosti za členství v tělocvičně. Když to nevyšlo, zůstal nejprve jako manažer v posilovně. Jorge Delgado pracoval s Danielem Lugem jako jeho osobní trenér v Sun Gym. Byl to Delgadův vztah s Lugem, který způsobil rozpor mezi Delgadem a první obětí Sun Gym Gang: Marcem Schillerem. Jorge Delgado a Marc Schiller byli obchodními partnery přibližně od roku 1991 a Schiller Delgadovi důvěřoval natolik, že Delgado znal výstražný kód a rozložení Schillerova domu.

## Zločiny

### Únos a vydírání Marca Schillera
Na schůzce v roce 1994 se Daniel Lugo zeptal Noela Doorbala a Stevensona Pierra, zda mají zájem vydělat si 100 000 $ za dvoudenní práci. Podle Luga mu podnikatel Marc Schiller ukradl 100 000 $ a 200 000 $ jinému členovi tělocvičny jménem Jorge Delgado. Na další schůzce o několik dní později Delgado souhlasil s plánem unést Schillera, přinutit ho k převzetí jeho majetku a potenciálně ho zabít. Delgado byl schopen poskytnout konkrétní informace o Schillerovi, včetně kódů jeho domu.
Gang měl různé plány a pokusil se unést Schillera. Na Halloween si plánovali vzít ninja oblečení a zaklepat na Schillerovy dveře; tento plán se neuskutečnil. Brzy ráno v listopadu se Doorbal, Pierre a Weekes, oblečeni v černém, v rukavicích a černém vojenském maskovacím makeupu, plazili po trávníku a plánovali zaútočit na dům, ale nevěděli, že Schiller nebude doma. Byli vyděšeni projíždějícím autem a misi přerušili.
Celkem došlo k 7 neúspěšným únosům. Ke konečnému neúspěšnému únosu došlo ve čtvrtek 14. listopadu 1994. Po tomto posledním neúspěšném pokusu vyhodili Doorbal a Weekes Pierra a rekrutovali Maria Sancheza nebo „Big Maria“, bývalého instruktora vzpírání Sun Gym a licencovaného soukromého oka na Floridě.
Téhož odpoledne čekal Schiller na potenciálního kupce v Schlotzského franšízové lahůdce, kterou vlastnil. Když se ve 16:00 kupec ještě neobjevil, Schiller odešel a při procházce po parkovišti ho popadli tři muži, kteří ho omráčili tasery, poté ho udeřili pěstí a odsunuli k dodávce. Gang Sun Gym pak vzal Schillera do Delgadova skladu. Ten večer vytáhli Schillerovo auto z parkoviště Deli a odjeli do skladiště. Toho prvního večera přiměl gang, aby Schiller zavolal své ženě a řekl jí, aby odjela se svými dětmi do Kolumbie, a nevědomky tak umožnila gangu přístup do jeho domu. Během několika týdnů gang přiměl Schillera vyprávět řadu příběhů po telefonu a pod tlakem podepsat smlouvu o předání veškerého jeho majetku.
Původně plánovaný dvoudenní únos trval několik týdnů a převáděl prostředky ze Švýcarska a Kajmanských ostrovů. Poslední převod peněz proběhl 10. prosince. Nakonec se gang rozhodl zabít Schillera, kvůli pojistce MetLife Insurance v hodnotě 2 milionů dolarů určenou Lugově exmanželce Lillian Torresové jako novému příjemci.
Gang plánoval během několika dní Schillera opít a poslat ho ve svém autě do smrtelné havárie. V 2:30 dne 15. prosince, po 3 dnech nuceného pití alkoholu, byl Schiller umístěn na sedadlo spolujezdce svého vozu za řízení Luga a Weekes a Doorbal je následovali v jiném autě. Jako místo havárie bylo vybráno tři bloky jižně od Schlotzkyho. Schiller byl poté připoután na sedadlo řidiče a Lugo se přesunul na stranu spolujezdce, dupl na plynový pedál a nasměroval vozidlo ke konkrétnímu sloupu a vyskočil těsně před srážkou. Když Lugo prohlédl vrak, Schiller byl naživu, ale v bezvědomí. Lugo na něj poté vystříknul benzín a zapálil oheň, ale Schiller otevřel dveře a vyšplhal z auta. Gang ho pronásledoval ve svých autech a přirazil ho ke zdi. Když Schillera chtěli ještě přejet, přiblížilo se další auto a tak radši ujeli.
Schiller byl přijat do nemocnice 16. prosince 1994 a byl považován za Johna Doea a možný případ DUI (řízení pod vlivem) . Mezitím Sun Gym Gang poté, co slyšel, že nikdo není přijat do márnice, začal volat do nemocnic v okolí. Zjistili, že Schiller byl v nemocnici South Miami v kritickém, ale stabilním stavu. Gang navštívil nemocnici s úmyslem zabít Schillera, ale ten už byl převezen do Jackson Memorial Hospital.
Začátkem ledna 1995 se Lugo přestěhoval do Schillerova domu, který nyní vlastnila bahamská společnost D&J International, kterou Lugo založil v předchozím roce. Obyvatelům sousedství řekl, že se jmenuje „Tom“ a že on a ostatní členové gangu jsou členy bezpečnostních sil USA. Podle nich se Marc Schiller dostal do právních problémů a byl deportován spolu se svou rodinou. Dům byl nyní zkonfiskován a stal se vládním majetkem.

### Winston Lee
V roce 1994 Daniel Lugo znovu plánoval vydírat a unést Winstona Lee, jamajského muže, který navštěvoval Sun Gym. Tento plán se však nikdy neprovedl.

### Únos, pokus o vydírání a vraždy Franka Grigy a Krisztiny Furtonové
Prostřednictvím Noela Doorbala byl gang informován o dalším bohatém muži, Maďarovi Frankovi Grigovi, který zbohatl provozováním impéria sexu po telefonu. Prostřednictvím své minulé přítelkyně byl Doorbal představen Atille Weilandové, která Grigu znala a představila Doorbala a jeho „bratrance“ Daniela Luga Grigovi 20. května 1995. Doorbal přesvědčil Luga, aby sestavil plán únosu a vydírání páru. Na tomto setkání se Lugo a Doorbal vydávali za seriózní obchodníky a nabízeli investiční příležitosti společnosti Griga.
Lugo do plánu zapojil i svou přítelkyni Sabinu Petrescu, která věřila, že Lugo byl agentem CIA a myslela si, že mu pomáhá v jeho misi zajmout maďarského podnikatele, který se dopustil sexuálního zneužívání žen a obcházení daňových zákonů USA.
25. května 1995, po několika schůzkách, zabil Doorbal Grigu během boje v jeho bytě. Gang plánoval přivést Grigu zpět do skladiště, kde by ho mohli začít vydírat, protože měli zkušenosti z vydírání Schillera, byli však z jejich plánu frustrovaní, když omylem zabili oběť brzy. Krisztina Furton, Grigova přítelkyně, byla také v bytě a mluvila v oddělené místnosti s Doorbalem a Grigou. Poté, co byla svědkem zavraždění jejího partnera, byl jí Lugem injekčně podán Rompun – sedativum pro koně. Gang se začal pokoušet získávat informace od Krisztiny týkající se kódů, které by umožňovaly vstup do domu Grigy, a přitom do ní vpichovali Rompun. Poté jim Krisztina přestala poskytovat informace. Byla jí vpíchnuta třetí dávka sedativa, což mělo za následek její smrt.
Následujícího dne – 26. května 1995 – bylo Grigovo tělo ukryto v ukradeném gauči Marca Schillera a Furtonovo tělo v oděvní krabici U-Haul. Oba byli umístěni do zadní části dodávky a Delgado, Lugo a Doorbal odjeli do Lugova skladu Hialeah. Právě zde gang rozřezal a zlikvidoval těla Grigy a Furtona, přičemž většinu práce provedl Doorbal.

## Pád
Po návratu z nemocnice najal Marc Schiller soukromého vyšetřovatele z Miami Eda Du Boise, aby vyšetřil jeho únos a chybějící finance. Když Du Bois zpočátku přinesl Schillerův případ na miamskou policii, pracovníci byli skeptičtí a nevěřili tomu. Proto případ pouze drobně prošetřili.
Ráno po zmizení Grigy a Furtona dorazila do domu Grigy hospodyně Ester Toth. Když uslyšela, štěkání psa Furtona, vyvolalo to v ní podezření. Pomohla jí Judi Blartuszové – Furtonova přítelkyně a obě společně vstoupili do prázdného domu. Krátce poté Bartuszová kontaktovala své společné maďarské přátele v oblasti Miami, aby zjistili, kde se pár nachází. Po nějaké době bylo povoláno policejní oddělení Golden Beach. V 7:30, dne 31. května 1995, si Lloyd Alvarez (Grigův přítel) všiml , Grigova žlutého Lamborghini, jak cestuje v konvoji mezi dvěma dalšími vozy. Následoval trojici aut a poznal Daniela Luga v Mercedesu.
Osm dní po zmizení Grigy a Krisztiny kapitán Al Harper zavolal Ed Du Boisovi a začali spolupracovat při policejním vyšetřování. V pátek 2. června se Marc Schiller vrátil do Miami, dva měsíce poté, co vyšetřovatelům poprvé vyprávěl svůj příběh. Následujícího rána policie Metro-Dade doručila zatykač na Daniela Luga, Jorgeho Delgado, Noela Doorbala a Johna Mese. Lugo už uprchl na Bahamy, ale byl zatčen o pět dní později v Nassau pracovní agenturou , která ho přivedla zpět na komerční let do Miami.
10. června Lugo souhlasil s odhalením úkrytu těl výměnou za to, že policie zmíní jeho pomoc porotě. Přivedl je k ponořeným sudům v jihozápadním Miami, avšak bubny neobsahovaly žádné části těla, které by byly klíčové pro identifikaci. Po této události Lugo ukončil spolupráci s policií.
Tělo Krisztiny Furtonové bylo později identifikováno podle sériového čísla jejích prsních implantátů, které bylo porovnáno se záznamy jejího plastického chirurga. O měsíc později poskytl informace o chybějících částech těla anonymní volající.
Policie také zatkla Carla Weekese a Stevensona Pierra. John Mese byl po počátečním výslechu vrácen do policejní vazby. Sabina Petresca a Cindy Eldridge také čelily obvinění.

## Soudní procesy
Procesy s Danielem Lugem, Noelem „Adrianem“ Doorbalem a Johnem Mese proběhly současně se dvěma vybranými porotami – jednou, která vyslechla důkazy proti Lugovi a druhou, která vyslechla důkazy proti Doorbalovi a Meseovi. Soud, který byl zahájen 24. února 1998, byl nejdelším a nejdražším trestním řízením v historii okresu Dade. Obsahoval více než 1 200 fyzických důkazů a 98 svědků.

### Daniel Lugo
Dne 2. října 1996 byl Daniel Lugo obžalován z 46 přestupků a přiznal se ke všem obviněním. Zůstává v cele smrti za vraždu Grigy a Krisztiny Furtonové a proti svému trestu podal několik neúspěšných odvolání.

### Noel "Adrian" Doorbal
Dne 2. října 1996 byl Doorbal obžalován a odsouzen dne 17. července 1998. Kvůli změnám zákonů o trestu smrti byl v roce 2017 zrušen rozsudek smrti u Doorbala. Pokud se prokurátoři Miami domáhají trestu smrti, může být znovu předvolán před soud.

### John Mese
Mese byl obžalován 2. října 1996 za únosy, vydírání a vraždu Furtonové a Grigy a zločiny proti Schillerovi. Dne 20. července 1998 byl Mese odsouzen k 56 letům vězení za únos a vydírání Schillera poté, co soudce zrušil odsouzení za trestné činy spáchané na Grigovi a Furtonové.
Mese se odvolal a stát se proti rozsudku obrátil k odvolacímu soudu na Floridě. Odvolací soudce okresního soudu rozhodl, že soudce při soudním řízení nesprávně zrušil dvě odsouzení a nařídil, aby v těchto případech došlo k novému odsouzení. Dne 15. ledna 2003 byl Mese odsouzen k 30 letům vězení za spiknutí s cílem spáchat vyděračství.

### Jorge Delgado
Na oplátku za svědectví ve prospěch státu byl Delgado odsouzen ke dvěma trestům odnětí svobody na 5 a 15 let. Odseděl si pouhých sedm let ve vězení a 27. září 2002 byl propuštěn z nápravného ústavu Everglades ve West Dade. V roce 2008 byl zatčen za krádež, a dostal jeden rok odnětí svobody.

### John Raimondo
Raimondo byl obžalován za spiknutí s cílem vyděračství, vraždu prvního stupně, únos a pokus o vydírání. Byl odsouzen na 8 let odnětí svobody.. Byl propuštěn v roce 2002.
Po vydání filmu Pain & Gain Raimondo promluvil s Miami New Times o filmu.

## V kultuře
- Spisovatel Pete Collins napsal třídílnou sérii, která se objevila v Miami New Times o gangu v letech 1999 a 2000. Napsal také knihu Pain & Gain – This Is a True Story (2013).
- Collinsův článek inspiroval režiséra Michaela Baye k vytvoření filmu Pain & Gain z roku 2013.
- Oběť, Marc Schiller vydal dvě knihy o svém únosu:
  - Pain and Gain: The Untold True Story
  - Pain and Gain: How I Survived and Triumphed
  - Soukromý detektiv Ed Du Bois vydal v roce 2013 singl „Pain and Gain - Retribution Song“, který vypráví příběh Marca Schillera